# Ханибал Гискон
Ханибал Гискон (око 300. п. н. е. - 260. п. н. е.) је био картагињански војни командант током Првог пунског рата.
Показао се као неуспешан, па је због тога погубљен.

## У бици код Агригента
Ханибал Гискон се први пут појављује у историјским изворима 261. п. н. е. када командује гарнизоном у Агригенту под опсадом Римљана. Месецима је одолевао римској опсади, док није дошла помоћ. Град ипак пада у римске руке у бици код Агригента. Ханибал Гискон успева да побегне, а за пораз није био крив, тако да задржава команду.

## Побеђује у бици код Липара
Следеће године 260. п. н. е. он је адмирал флоте у Месинском теснацу. Ханибал Гискон командује првом поморском битком против Рима и побеђује у бици код Липара, те заробљава конзула  Гнеј Корнелија Сципиона Асину. Међутим та победа није имала стратешки значај, јер римски бродови и даље плове околним водама.

## Пораз и погубљење
Да би надокнадили недостатак искуства и да би користили стандардне копнене тактике на мору Римљани опремају своје бродове са специјалном справом за укрцавање (корвус). Корвус први пут користе у бици код Мила 260. п. н. е. Одмах на почетку сукоба уз помоћ корвуса Римљани заузимају 30 Картагињанских бродова и главни брод. Ханибал Гискон је био присиљен да побегне у малом броду. Римљани, дотада невични поморском ратовању, побеђују искусну поморску силу Картагину по први пут у поморској бици.
Ханибал Гискон је због тог понижавајућег пораза погубљен.